# Saint-Jean-la-Bussière
Saint-Jean-la-Bussière település Franciaországban, Rhône megyében. Lakosainak száma 1175 fő (2022. január 1.). Saint-Jean-la-Bussière Ronno, Amplepuis, Thizy-les-Bourgs, Cublize és Saint-Victor-sur-Rhins községekkel határos.

## Népesség
A település népessége az elmúlt években az alábbi módon változott:
| Lakosok száma | 1171 | 1212 | 1268 | 1214 | 1209 | 1204 | 1196 | 1187 | 1175 |
|               | 2013 | 2015 | 2016 | 2017 | 2018 | 2019 | 2020 | 2021 | 2022 |